# Omega (navigatiesysteem)

Nauwkeurigheid van verschillende navigatiesystemen

Omega was het eerste wereldwijd dekkende hyperbolische navigatiesysteem. Het werd aanvankelijk opgezet en beheerd door de Verenigde Staten als luchtvaartnavigatiesysteem.

## Geschiedenis

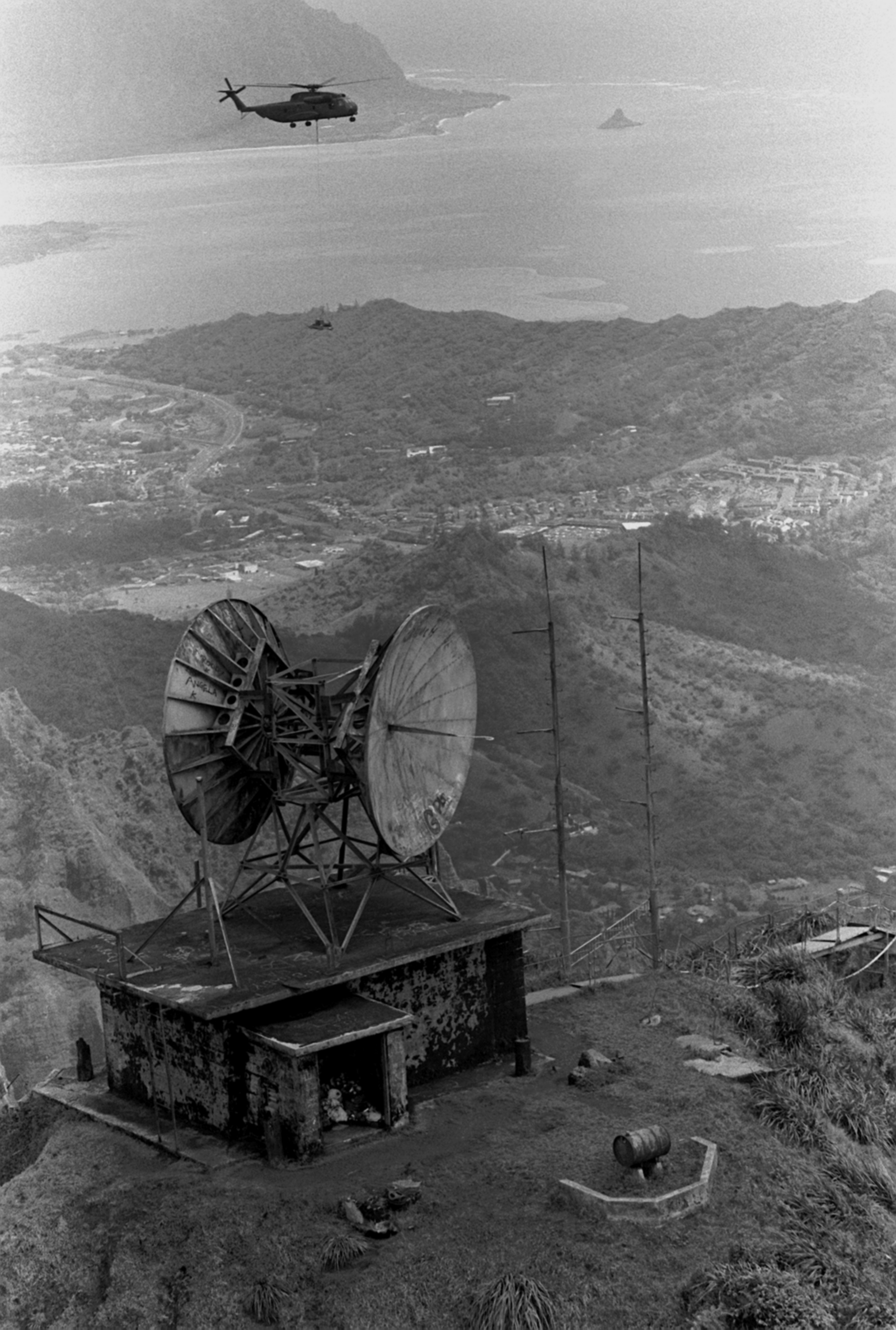
Het Kaneohe Omega zendstation, 1987.

Omega is ontwikkeld door de Amerikaanse marine om gebruikt te worden door militaire vliegers. Ontwikkeling begon in 1968 waarbij het netwerk bestond uit acht zendstations waarmee een nauwkeurigheid bereikt kon worden van ongeveer 7,5 kilometer (4 zeemijl).

## Basisprincipe
De zenders van Omega zonden een signaal uit op een erg lage frequentie die bestond uit een patroon van vier tonen die uniek waren voor het betreffende zendstation. Het 4-tonige patroon wordt elke 10 seconden herhaald. Door de specifieke eigenschappen van radiogolven, met name de propagatie kan een nauwkeurige positiebepaling plaatsvinden, de zogenaamde fix. Dit systeem is gebaseerd op hyperbolische meetkunde Het Omegasysteem gebruikte frequenties tussen de 10 en 14 kHz.
Als een navigatie-ontvanger het signaal ontving van drie verschillende zenders kon het via het principe van fase-vergelijking zijn positie bepalen tot op 4 zeemijl (7,5 kilometer).

## Geschiedenis
Reeds in de jaren 1940 werd door John Alvin Pierce, de 'vader van Omega' voorgesteld om een navigatie-systeem op te zetten op basis van radiogolven. Pierce deed hier onderzoek naar bij het Massachusetts Institute of Technology (MIT) en ontwikkelde zijn plannen gedurende de jaren 1940 en 1950. Pierce experimenteerde met verschillende frequenties en kwam uiteindelijk uit op het gebruik van 10 kHz. Omdat Pierce dacht dat deze frequentie aan het einde van het radiospectrum lag noemde hij het Omega: de laatste letter van het Griekse alfabet.
Diverse experimenten met zenders in Californië, Hawaï, Panama en Wales gaven veelbelovende resultaten, zeker nadat zeer precieze tijdmeting mogelijk werd toen de stabiele kristaloscillatoren beschikbaar kwamen en de komst van de transistor maakten elektronische apparaten veel betrouwbaarder. In 1963 werd het Omega Implementatie Comité (OIC) opgezet om de ideeën verder uit te werken.
Omdat het oprichten van een zendstation een kostbare zaak was werden tijdens de onderzoeken bestaande zendmasten gebruikt en werd gezocht naar een optimale combinatie van frequenties, sterkte van de zender en andere karakteristieken om het aantal benodigde zendstations te beperken. Het OIC heeft altijd ontkend dat de gegevens van het eerder ontworpen radio-navigatiesysteem DECCA invloed had op hun beslissingen ondanks de vele overeenkomsten op het gebied van gekozen signalen. Er werden 31 potentiële locaties onderzocht en uiteindelijk werden er 6 stations gebouwd, later uitgebreid naar 9.
Het netwerk werd beheerd door de US Navy samen met 6 partnerlanden: Argentinië, Noorwegen, Liberia, Frankrijk, Japan en Australië.
Hoewel oorspronkelijk opgezet voor militair gebruik werd het systeem aan het einde van zijn bestaan vooral gebruikt voor de burgerluchtvaart omdat de militaire gebruikers al waren overgeschakeld op nauwkeurigere systemen, zoals het global positioning system dat in de jaren 1990 een grotere nauwkeurigheid bood aan eigen militaire gebruikers: het zogenaamde Selective Availability. Door het succes van gps, een satellietnavigatiesysteem, werd het belang van Omega gedurende de jaren 90 steeds minder en de kosten van het operationeel houden van het netwerk wogen niet meer op tegen de voordelen. Op 30 september 1997 werd het systeem uitgeschakeld.

## Locaties
Vanwege het gebruik van lage frequenties waren heel grote antennes nodig. Zo was de mast die gebruikt werd in Paynesville (Liberia) de hoogste constructie van Afrika, de mast in Trelew de hoogste constructie van Zuid-Amerika en Woodside de hoogste mast bezuiden de evenaar. Aanvankelijk werden 6 masten in gebruik genomen, later uitgebreid tot 9 locaties.

### Bratland
Bratland Omega Transmitter (station A) vlak bij het Noorse Aldra was de enige Omegazender in Europa. Bratland gebruikte een zeer bijzondere antenne bestaande uit een aantal kabels die gespannen waren over een fjord tussen twee betonnen ankerblokken. De twee ankers lagen ongeveer 3500 meter uit elkaar. Een blok lag op het vasteland van Noorwegen (66° 25′ 27″ NB, 13° 10′ 1″ OL) terwijl het andere blok op het eiland van Aldra lag (66° 24′ 53″ NB, 13° 05′ 19″ OL).
De antenne is in 2002 ontmanteld.

### Trinidad
Het Omega-zendstation van Trinidad (station B totdat het in 1976 vervangen werd door het station in Paynesville)
Het zendstation lag bij Trinidad (10° 41′ 58″ NB, 61° 38′ 19″ WL) en gebruikte als antenne kabels die over een vallei waren gespannen. De gebouwen die als ankerpunt zijn gebruikt zijn nog aanwezig.

### Paynesville

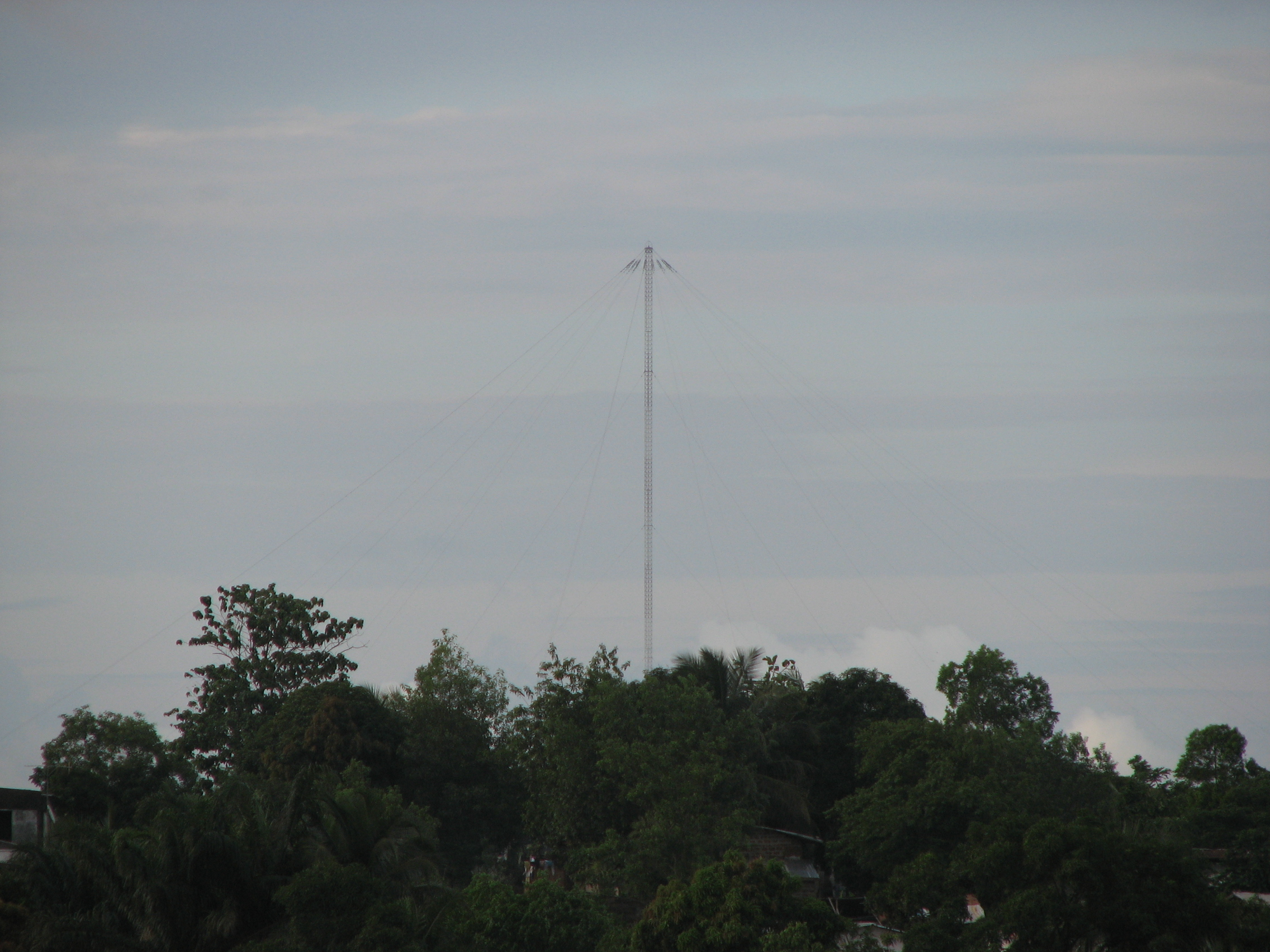
De voormalige Omega mast in Paynesville

De mast in Paynesville, Liberia werd in 1976 opgeleverd en was met een hoogte van 416 meter de hoogste constructie in Afrika. De mast, op locatie 6° 18′ 20″ NB, 10° 39′ 44″ WL werd op 10 mei 2011 afgebroken om plaats te maken voor een lokale markt.
Het station werd in 1997, toen Omega werd uitgeschakeld, overgedragen aan de regering van Liberia en was – tot aan de afbraak - vrij toegankelijk.

### Kaneohe
De Omegazender Kaneohe (station C - 21° 24′ 17″ NB, 157° 49′ 51″ OL) op Hawaii was een van de twee stations die beheerd werden door de United States Coast Guard. Het station werd in 1942 operationeel als VLF- ofwel very low frequency-zender voor de communicatie met onderzeeboten en de antenne bestond uit een kabel die was gespannen over de Haikuvallei op het eiland Oahu.

### La Moure
Het station La Moure, (station D - 46° 21′ 57″ NB, 98° 20′ 8″ WL) in LaMoure in Noord-Dakota is het andere station dat beheerd werd door de US Coast Guard. De zendmast was 365 meter hoog. Nadat het Omega netwerk gesloten werd is de zender in gebruik voor onderzeebootcommunicatie.

### Chabrier
Het Omega-zendstation Chabrier (station E) vlak bij Chabrier op het eiland Réunion op positie 20° 58′ 27″ ZB, 55° 17′ 24″ OL gebruikt een paraplu-antenne op een 428 meter hoge mast. De mast werd in 1976 in gebruik genomen en op 14 april 1999 gesloopt met behulp van explosieven.

### Trelew
De Omega-mast Trelev (station F) vlak bij Trelew (Argentinië) op positie 43° 3′ 13″ ZB, 65° 11′ 27″ WL was de hoogste constructie in Zuid-Amerika. Op 23 juni 1998 werd de mast gesloopt met behulp van explosieven.
Volgens Wikimapia zijn alle gebouwen en faciliteiten nog op de site aanwezig en op de plek van de oude mast staat een kleine rood/witte zendmast.

### Woodside
De Woodside mast was station G. Het station is nu een VLF-zender en staat vlak bij Woodside in Australië op locatie 38° 28′ 52″ ZB, 146° 56′ 7″ OL. Met een hoogte van 432 meter is het de hoogste constructie op het zuidelijk halfrond.

### Tsushima
Station Shushi-Wan (station H) met positie 34° 36′ 53″ NB, 129° 27′ 13″ OL vlak bij de plaats Shushi-Wan op het eiland Tsushima in Japan is gebouwd in 1973 en in 1998 gesloopt en was destijds de hoogste constructie in Japan. Op de locatie staat nu nog een klein segment van de mast als monument.

## Testlocaties Omega
Behalve bovengenoemde productie-sites werd de radiotoren van Forestport in de staat New York voor vroege testen gebruikt. De mast was 371 meter hoog, opgeleverd in 1950 en afgebroken in 1998. De locatie van de toren was 43° 26′ 42″ NB, 75° 05′ 10″ OL.